# Ánizsszagú fásgereben
Az ánizsszagú fásgereben (Hydnellum suaveolens) a Bankeraceae családba tartozó, Európában és Észak-Amerikában elterjedt, fenyvesekben élő, nem ehető gombafaj. 

## Megjelenése
Az ánizsszagú fásgereben kalapja 5-15 cm széles, fiatalon domború, majd laposan kiterül. A szomszédos termőtestek általában összenőnek. Felülete fiatalon száraz, bársonyos; idővel gyűrötté, ráncossá, egyenetlenné válik, néha pikkelyesen feltöredezik. Színe eleinte fehér, piszkosfehér vagy sárgásfehér, idősebben a közepétől kezdve piszkosszürke vagy -barna lesz, néha olív árnyalattal, széle fehér marad. 
Húsa szívós, ruganyos; kezdetben fehéres-kékesen zónázott (főleg a tönkben), idősen barnás. Szaga erős, ánizs- vagy édesköményszerű; íze nem jellegzetes vagy kesernyés. Kálium-hidroxiddal kék színreakciót ad.
Tönkre lefutó termőrétege tüskés szerkezetű. A sűrűn álló tüskék 3–7 mm hosszúak; színűk eleinte fehér, majd a spórák érésével megbarnulnak. 
Tönkje 2–5 cm magas és 1–3 cm vastag a csúcsánál. Alakja tömzsi, hengeres. Színe barnás ibolyaszínű, sérülésre feketéskékké válik. Felszíne bársonyos, száraz. 
Spórapora barna. Spórája szabálytalan, gumós, mérete 4–6 x 2–4 µm.

### Hasonló fajok
A kék fásgereben, a fekete szagosgereben, a szalagos szagosgereben, a gödörkés fásgereben hasonlíthat hozzá. 

## Elterjedése és termőhelye
Európában és Észak-Amerikában honos. Magyarországon nem él.
Fenyvesekben fordul elő, főleg luc alatt. Nyár végén és ősszel terem. 

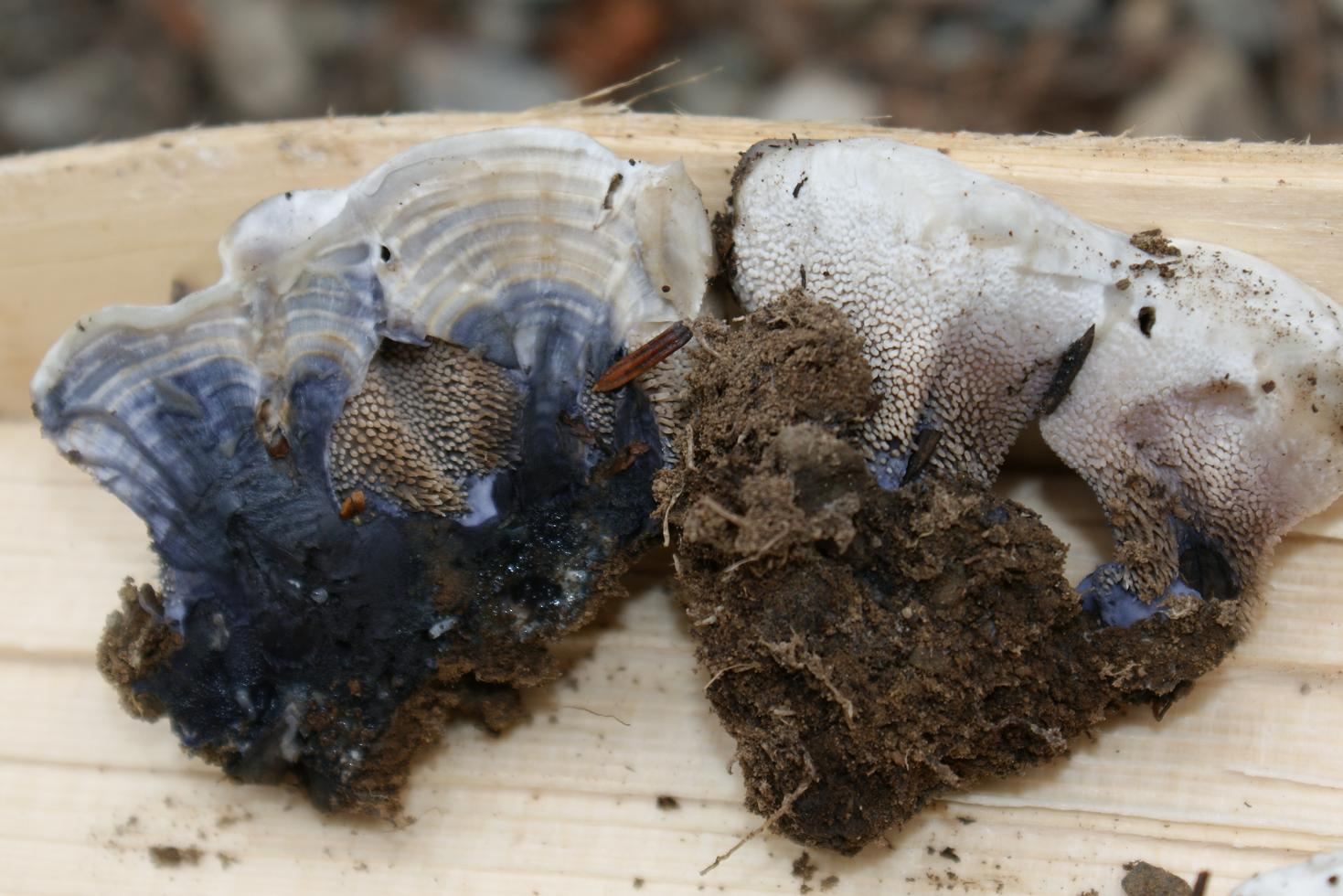
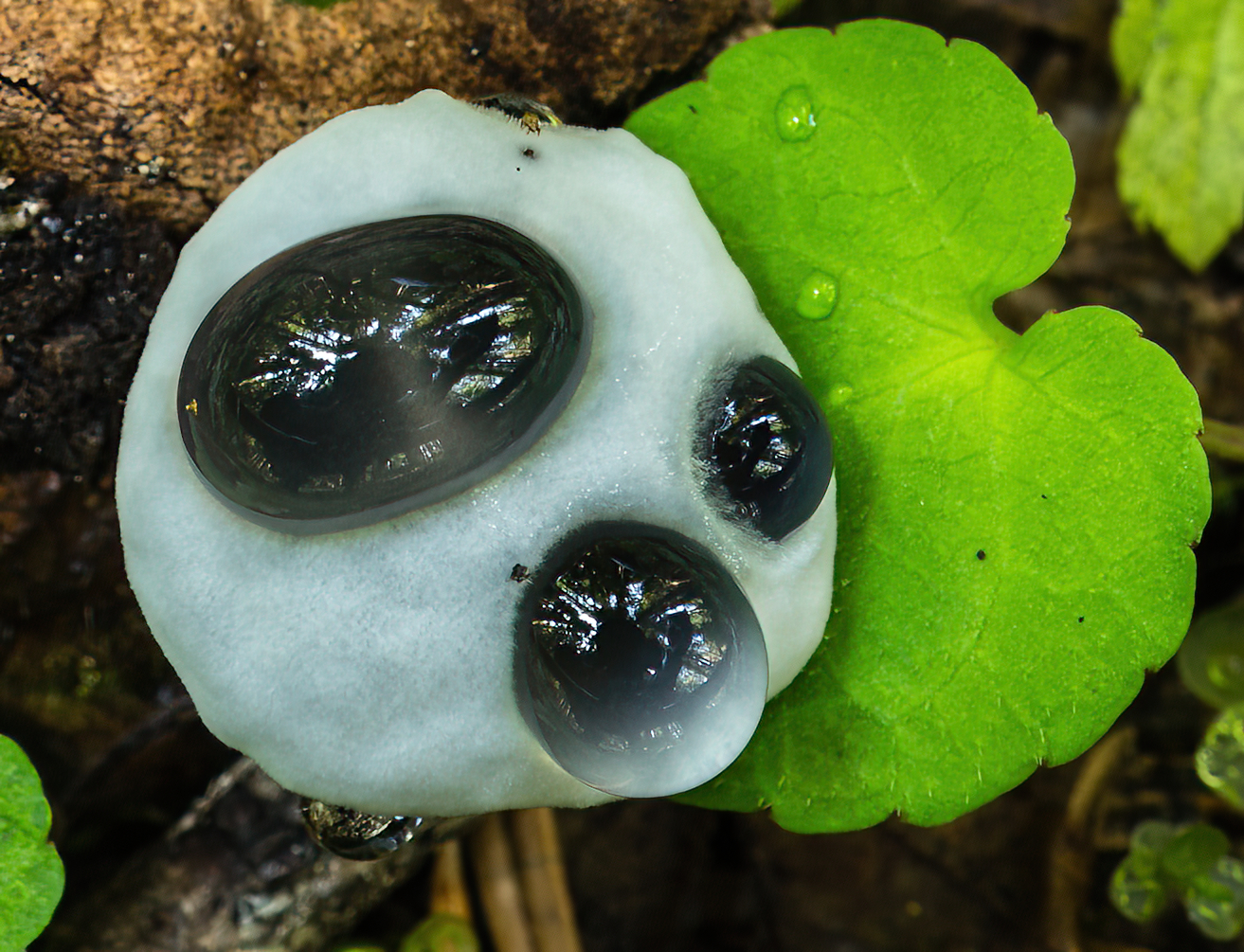

Nem ehető.